# Ian A. Hood
Ian Alastair Hood, född 1944, är en nyzeeländsk skogspatolog som är specialiserad på skogsförvaltning och trädsjukdomar i Nya Zeeland.
Auktorsnamnet Hood kan användas för Ian A. Hood i samband med ett vetenskapligt namn inom botaniken; se Wikipediaartiklar som länkar till auktorsnamnet.